# Drapetis stackelbergi
Drapetis stackelbergi är en tvåvingeart som beskrevs av Nikolai Vasilevich Kovalev 1972. Drapetis stackelbergi ingår i släktet Drapetis och familjen puckeldansflugor. Inga underarter finns listade i Catalogue of Life.